# خوان كارلوس غوميز دياز
خوان كارلوس غوميز دياز (بالإسبانية: Juan Carlos Gómez Díaz)‏ (6 أبريل 1973 بقرطبة في إسبانيا - ) هو لاعب كرة قدم إسباني في مركز الهجوم. لعب مع ريال بلد الوليد ونادي إلتشي ونادي خيتافي.

## وصلات خارجية
- خوان كارلوس غوميز دياز على موقع قاعدة بيانات كرة القدم.إي يو (الإنجليزية)